# بلدة بروكلين (مقاطعة غرين)
بروكلين بلدة هي بلدة مدنية غير نشطة في مقاطعة غرين في ولاية ميزوري.
بروكلين بلدة أخذت اسمها من منطقة بروكلين بولاية ميسوري.